# Discorso sul pane di vita

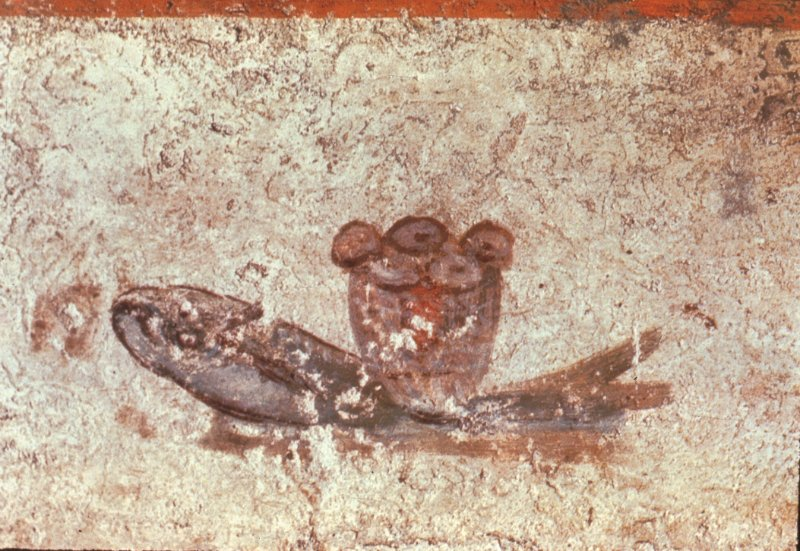
Raffigurazione dell'inizio del III secolo dei pani e dei pesci, Catacombe di San Callisto, Roma.

Il discorso sul pane di vita è uno dei discorsi di Gesù, raccontato nel Vangelo secondo Giovanni e tenuto nella sinagoga di Cafarnao.
Il titolo di "pane di vita" (in greco: ἄρτος τῆς ζωῆς, artos tēs zōēs) dato a Gesù si basa sul passaggio biblico del vangelo di Giovanni dopo la moltiplicazione dei pani e dei pesci (nel quale Gesù sfama una folla di 5000 persone con cinque pani e due pesci), dopo il quale Gesù cammina sulle acque sino alla sponda occidentale del Mare di Galilea e la folla lo segue in barca.

## Il discorso
Rispose loro Gesù: «In verità, in verità vi dico: non Mosè vi ha dato il pane dal cielo, ma il Padre mio vi dà il pane dal cielo, quello vero; 33 il pane di Dio è colui che discende dal cielo e dà la vita al mondo». 34 Allora gli dissero: «Signore, dacci sempre questo pane». 35 Gesù rispose: «Io sono il pane della vita; chi viene a me non avrà più fame e chi crede in me non avrà più sete.(Gv 6, 32-35, CEI)

## Analisi
Il Vangelo di Giovanni non include il resoconto della benedizione del pane nel corso dell'Ultima Cena come nei vangeli sinottici come ad esempio Lc 22,19. Ad ogni modo, questo discorso che spesso viene interpretato come fonte stessa del sacramento dell'eucaristia, viene anche collegato a questo passo del vangelo di Giovanni.
Meredith J. C. Warren e Jan Heilmann hanno invece contraddetto la tradizionale interpretazione eucaristica di questo passo, notando in particolare come essa rifletta l'antica tradizione mediterranea del pasto sacrificale che identifica un eroe con una divinità.
Heilmann nello specifico ha analizzato come l'idea di mangiare la carne di Gesù e bere il suo sangue doveva essere inteso all'epoca non solo come metafora concettuale.
Nel contesto cristologico, l'uso del termine pane di vita è simile a quello di Luce del mondo, titolo che proprio l'evangelista Giovanni rivolge a Gesù in 8,12 col medesimo significato che tali parole riflettono in questo passo. Queste asserzioni insieme costituiscono il corpo principale del tema cristologico relativo al fatto che Gesù è la vita perché il Padre suo la provvede a quanti lo seguiranno. In Gv 6,33 si trova analogamente anche l'espressione "pane di Dio".